# Malu Roșu (okręg Aluta)
Malu Roșu – wieś w Rumunii, w okręgu Aluta, w gminie Mărunței. W 2011 roku liczyła 153 mieszkańców.